# GSK256073
GSK256073は、ヒドロキシカルボン酸受容体2（GPR109A）の強力かつ選択的なアゴニストとして作用する実験薬である。血糖値を下げ、糖尿病の潜在的治療薬として試験され成功しなかったが、HCA2受容体の機能研究に使用され続けている。